# Collegio elettorale di Firenze IV (Regno di Sardegna)
Il collegio elettorale di Firenze è stato un collegio elettorale uninominale del Regno di Sardegna, in provincia di Firenze. Fu creato in base al decreto del Consiglio dei Ministri del Regio governo delle Toscana del 21 gennaio del 1860.
La città di Firenze fu suddivisa in quattro collegi. Il quarto collegio, denominato anche Firenze Santo Spirito comprendeva parte del territorio urbano.

## Dati elettorali
Nel collegio si svolsero votazioni solamente per la settima legislatura e in seguito il territorio confluì nel collegio di Firenze del Regno d'Italia.

### VII legislatura
Le votazioni si svolsero in 387 collegi uninominali a doppio turno. Come previsto dalla legge elettorale del 20 novembre 1859, era eletto al primo turno il candidato che «riunisce in suo favore più del terzo dei voti del total numero dei membri componenti il collegio e più della metà dei suffragi dati dai votanti presenti all'adunanza» (art. 91). Se nessun candidato era eletto, al ballottaggio tra i due candidati con più voti era eletto chi otteneva il maggior numero di voti (art. 92) o, in caso di ugual numero di voti, il maggiore d'età (art. 93).
| Partito                            | Partito                            | Candidato                          | Risultati 25 marzo 1860 | Risultati 25 marzo 1860 |
| Partito                            | Partito                            | Candidato                          | Voti                    | %                       |
| ---------------------------------- | ---------------------------------- | ---------------------------------- | ----------------------- | ----------------------- |
|                                    | —                                  | Camillo Benso                      | 420                     | 96,11                   |
|                                    | —                                  | Francesco Domenico Guerrazzi       | 17                      | 3,89                    |
|                                    |                                    |                                    |                         |                         |
| Iscritti                           | Iscritti                           | Iscritti                           | 1 019                   | 100,00                  |
| ↳ Votanti (% su iscritti)          | ↳ Votanti (% su iscritti)          | ↳ Votanti (% su iscritti)          | 498                     | 48,87                   |
| ↳ Voti validi (% su votanti)       | ↳ Voti validi (% su votanti)       | ↳ Voti validi (% su votanti)       | 437                     | 87,75                   |
| ↳ Schede non valide (% su votanti) | ↳ Schede non valide (% su votanti) | ↳ Schede non valide (% su votanti) | 61                      | 12,25                   |
| ↳ Astenuti (% su iscritti)         | ↳ Astenuti (% su iscritti)         | ↳ Astenuti (% su iscritti)         | 521                     | 51,13                   |

Cavour fu eletto anche in altri 8 collegi (Vercelli, Torino I, Milano I, Genova II; Bozzolo, Bologna I, Brescia I e Intra). Il 13 aprile 1860 optò per il collegio di Torino I. Il collegio fu riconvocato.
| Partito                            | Partito                            | Candidato                          | Primo turno 6 maggio 1860 data2 = 10 maggio 1860 | Primo turno 6 maggio 1860 data2 = 10 maggio 1860 | Ballottaggio | Ballottaggio |
| Partito                            | Partito                            | Candidato                          | Voti                                             | %                                                | Voti         | %            |
| ---------------------------------- | ---------------------------------- | ---------------------------------- | ------------------------------------------------ | ------------------------------------------------ | ------------ | ------------ |
|                                    | —                                  | Atto Vannucci                      | 234                                              | 90,35                                            | 272          | 92,52        |
|                                    | —                                  | Leonardo Romanelli                 | 25                                               | 9,65                                             | 22           | 7,48         |
|                                    |                                    |                                    |                                                  |                                                  |              |              |
| Iscritti                           | Iscritti                           | Iscritti                           | 1 019                                            | 100,00                                           | 1 019        | 100,00       |
| ↳ Votanti (% su iscritti)          | ↳ Votanti (% su iscritti)          | ↳ Votanti (% su iscritti)          | 277                                              | 27,18                                            | 300          | 29,44        |
| ↳ Voti validi (% su votanti)       | ↳ Voti validi (% su votanti)       | ↳ Voti validi (% su votanti)       | 259                                              | 93,50                                            | 294          | 98,00        |
| ↳ Schede non valide (% su votanti) | ↳ Schede non valide (% su votanti) | ↳ Schede non valide (% su votanti) | 18                                               | 6,50                                             | 6            | 2,00         |
| ↳ Astenuti (% su iscritti)         | ↳ Astenuti (% su iscritti)         | ↳ Astenuti (% su iscritti)         | 742                                              | 72,82                                            | 719          | 70,56        |

Il 22 giugno 1860 l'elezione fu annullata perché il numero dei deputati professori era completo. Il collegio fu riconvocato.
| Partito                            | Partito                            | Candidato                          | Primo turno 5 agosto 1860 data2 = 10 agosto 1860 | Primo turno 5 agosto 1860 data2 = 10 agosto 1860 | Ballottaggio | Ballottaggio |
| Partito                            | Partito                            | Candidato                          | Voti                                             | %                                                | Voti         | %            |
| ---------------------------------- | ---------------------------------- | ---------------------------------- | ------------------------------------------------ | ------------------------------------------------ | ------------ | ------------ |
|                                    | —                                  | Giacomo Medici                     | 26                                               | 13,20                                            | 144          | 52,94        |
|                                    | —                                  | Leonardo Romanelli                 | 171                                              | 86,80                                            | 128          | 47,06        |
|                                    |                                    |                                    |                                                  |                                                  |              |              |
| Iscritti                           | Iscritti                           | Iscritti                           | 1 019                                            | 100,00                                           | 1 019        | 100,00       |
| ↳ Votanti (% su iscritti)          | ↳ Votanti (% su iscritti)          | ↳ Votanti (% su iscritti)          | 209                                              | 20,51                                            | 283          | 27,77        |
| ↳ Voti validi (% su votanti)       | ↳ Voti validi (% su votanti)       | ↳ Voti validi (% su votanti)       | 197                                              | 94,26                                            | 272          | 96,11        |
| ↳ Schede non valide (% su votanti) | ↳ Schede non valide (% su votanti) | ↳ Schede non valide (% su votanti) | 12                                               | 5,74                                             | 11           | 3,89         |
| ↳ Astenuti (% su iscritti)         | ↳ Astenuti (% su iscritti)         | ↳ Astenuti (% su iscritti)         | 810                                              | 79,49                                            | 736          | 72,23        |